# Alice Nory
Alice Nory, née Alice Carter le 14 avril 1880 dans le 9e arrondissement de Paris et morte le 29 mars 1970 à Monaco, est une actrice de théâtre et de cinéma française.

## Biographie

### Jeunesse et famille
La mère d'Alice Carter, Berthe Émilie Enoch, a fui la guerre de 1870 en s'installant en Angleterre où elle est devenue gouvernante. En 1878, elle épouse George John Carter, un Anglais né à Manningtree, qui dirige l'Institution Springer, une école de langues privée fondée par l'oncle de Berthe Enoch. Alice Carter naît dans le 9e arrondissement de Paris en 1880 et sa sœur Marie l'année suivante.
Son père meurt en 1891, à l'âge de soixante ans. Au milieu des années 1890, sa mère donne, sous le nom de Berthe Carter, des cours de diction au sein de l'Institut Carter qu'elle dirige, rue Léo-Delibes à Paris. Alice y suit elle-même des cours pendant son enfance.
Elle se marie à deux reprises, : en septembre 1907, au consulat de France à Londres, avec Henri Brindejonc de Bermingham, dont elle divorce en mai suivant, un mois après la naissance de leur fils ; le 17 novembre 1932 à Sceaux, avec le médecin Louis Moinson.

### Carrière
Prix du Conservatoire en 1899 sous le nom d'Alice Nory, la jeune actrice joue l'année suivante dans la première de La Blessure d'Henry Kistemaeckers à l'Athénée.
Le 10 mai 1904, Alice Nory paraît pour la première fois sur scène, aux Mathurins, dans Le Chemin de traverse de Hugues Delorme et Gustave Quillardet puis dans Le Bandeau de Psyché de Louis Marsolleau ; Le Mannequin de René Maizeroy ; La Gouvernante de Michel Provins et L’Éperon de Louis Schneider et André Delcamp.
Le 21 janvier 1905, elle fait sa première grande création : Mlle Thureau-Merville dans La Bonne Intention de Francis de Croisset, aux Capucines. Le 2 mars 1905, elle retourne aux Mathurins pour créer Le Bon Exemple de Maxime Formont, puis reste quelque temps éloignée du théâtre. Elle fait sa rentrée le 29 octobre 1907, au Gymnase, dans L’Éventail de Robert de Flers et de Caillavet. Le 20 décembre 1907, débuts aux Variétés, dans Faux-pas d'André Picard ; le 15 octobre 1908, aux Capucines, Suzy d'André Barde. Mlle Nory a un tel succès que durant cent soirs, les Capucines refusent du monde. Abel Deval l'engage aussitôt pour l'Athénée, dont elle reste de longues années la vedette.
Elle crée, au théâtre Michel, le 18 mai 1909, Effets d'optique de Romain Coolus, et le 21 décembre 1909, elle débute au théâtre de l'Athénée, rue Boudreau, dans Le Danseur inconnu de Tristan Bernard, qu'elle joue deux ou trois cents fois.
Puis, à l'Athénée, le 8 octobre 1910, Le Petit Dieu de Louis Artus ; le 6 décembre, Les Bleus de l'amour de Romain Coolus ; et le 25 mars 1911, reprise de Maman Colibri d'Henry Bataille ; le 28 décembre 1911, au théâtre Michel, reprise de La Brebis d'Edmond Sée,.
Le 1er mars 1912, au théâtre Femina, le Coup d’État de Maurice Vaucaire et Fernand de Croidelys ; le 11 mai 1912, à la Comédie royale, avec Max Dearly, L'Inoubliable Nuit, vaudeville de Georges Grossmith, et Max Dearly ; le 15 novembre 1912, rentré, à l'Athénée dans Le Diable ermite de Lucien Besnard. Le 25 janvier 1913, pour l'ouverture du théâtre Marigny : Les Éclaireuses de Maurice Donnay, où elle joue avec un grand succès le rôle d'une Anglaise, Mrs Smith.
Le 16 avril 1913, André Antoine ayant demandé à son collègue, Abel Deval, de lui prêter Mlle Alice Nory, elle crée à l'Odéon, le rôle principal de La Rue du Sentier, comédie de Pierre Decourcelle. Le 29 octobre, elle rentre à Marigny, dans Les Anges gardiens, puis, le 17 février 1914, à l'Athénée, dans le principal rôle féminin de Je ne trompe pas mon mari ! de Georges Feydeau et René Peter, qu'elle joue deux cents fois,. Le 22 décembre 1915, Alice Nory consent à rejouer, au Gymnase, dans Les Deux Vestales,.
Elle semble terminer sa carrière en 1919, notamment dans une reprise du Secret d'Henri Bernstein, au Gymnase.
Établie après-guerre à Monte-Carlo avec son second mari,, Alice Nory meurt en 1970 à l'hôpital de Monaco.

## Créations
- 1900 : La Blessure d'Henry Kistemaeckers, le 12 décembre, à l'Athénée : Denise[15]
- 1905 : La Bonne Intention de Francis de Croisset, le 21 janvier 1905, aux théâtre des Capucines : Mlle Thureau-Merville.
- 1905 : Le Bon Exemple de Maxime Formont, le 2 mars, aux théâtre des Mathurins
- 1907 : L’Éventail de Robert de Flers et Gaston Arman de Caillavet, le 29 octobre, théâtre du Gymnase : Thérèse Guichardy[17]
- 1909 : Effets d'optique de Romain Coolus, le 18 mai, au Théâtre-Michel
- 1909 : Le Danseur inconnu de Tristan Bernard, le 29 décembre, Théâtre de l'Athénée : Berthe[32]
- 1910 : Le Petit Dieu de Louis Artus; le 8 octobre, à l'Athénée : Paulette[33]
- 1910 : Les Bleus de l'amour de Romain Coolus, le 6 décembre, à l'Athénée : Emmeline[18]
- 1912 : Le Diable ermite de Lucien Besnard, le 15 novembre, à l'Athénée : Sabine Bertrand[21],[34]
- 1913 : Les Éclaireuses de Maurice Donnay, du Théâtre-Marigny : Édith Schmith[35]
- 1913 : La Rue du Sentier de Pierre Decourcelle, le 16 avril à l'Odéon : Catherine[36]
- 1914 : Je ne trompe pas mon mari ! de Georges Feydeau et René Peter, le 18 février, théâtre de l’Athénée : Miss Doty[23].
- 1918 : Larchevêque et ses fils de Lucien Guitry, le 16 octobre au théâtre de la Porte-Saint-Martin[37]

## Filmographie partielle
- 1909 : Le Mariage d'un gueux de Georges Monca.
- 1910 : La Petite Fille aveugle de Victorin Jasset
- 1910 : Les Cerises de Georges Monca
- 1911 : Le Voyageur inconnu de Georges Monca[38] : la fiancée

## Iconographie
- Portrait de Mlle Alice Nory, tableau de Jacques Baugnies, exposé au salon de la Société nationale des beaux-arts de 1913[39].